# Injenerne, Polohî
Injenerne (în ucraineană Інженерне) este localitatea de reședință a comunei Injenerne din raionul Polohî, regiunea Zaporijjea, Ucraina.

## Demografie
Componența lingvistică a localității Injenerne
     Ucraineană (93,52%)
     Rusă (5,38%)
     Alte limbi (0,7%)
Conform recensământului din 2001, majoritatea populației localității Injenerne era vorbitoare de ucraineană (93,52%), existând în minoritate și vorbitori de rusă (5,38%).